# ريكاردو ميلجراتي
ريكاردو ميلجراتي (بالإيطالية: Riccardo Melgrati)‏ (17 يونيو 1994 بمونزا في إيطاليا - ) هو لاعب كرة قدم إيطالي في مركز حراسة المرمى. شارك مع منتخب إيطاليا تحت 17 سنة لكرة القدم ومنتخب إيطاليا تحت 19 سنة لكرة القدم. أما مع النوادي، فقد لعب مع نادي برو فيرتشيلي ونادي تشيزينا ونادي كومو ونادي سودتيرول.

## روابط خارجية
- ريكاردو ميلجراتي على موقع قاعدة بيانات كرة القدم.إي يو (الإنجليزية)
- ريكاردو ميلجراتي على موقع Soccerway.com (الإنجليزية)
- ريكاردو ميلجراتي على موقع AS.com (الإسبانية)